# Séisme de 2011 au Sikkim
Le séisme de 2011 au Sikkim se déroula le 18 septembre 2011 à 18:10 heure locale (12:40 UTC). L'épicentre était situé au Sikkim, Inde. Le séisme se fit sentir dans les pays comme l'Inde, le Népal, le Bhoutan, le Bangladesh, et la Chine. Comme le séisme se déroula en saison de la mousson, la pluie immense rendait les travaux de sauvetage plus difficiles.